# 생태형
생태형(ecotype)은 진화생태학에서 특정 환경 조건에 유전자형적으로 순응하는, 종 내의 유전자적으로 구별되는 지질학적 다양성, 개체, 품종을 설명하는 형태이다.

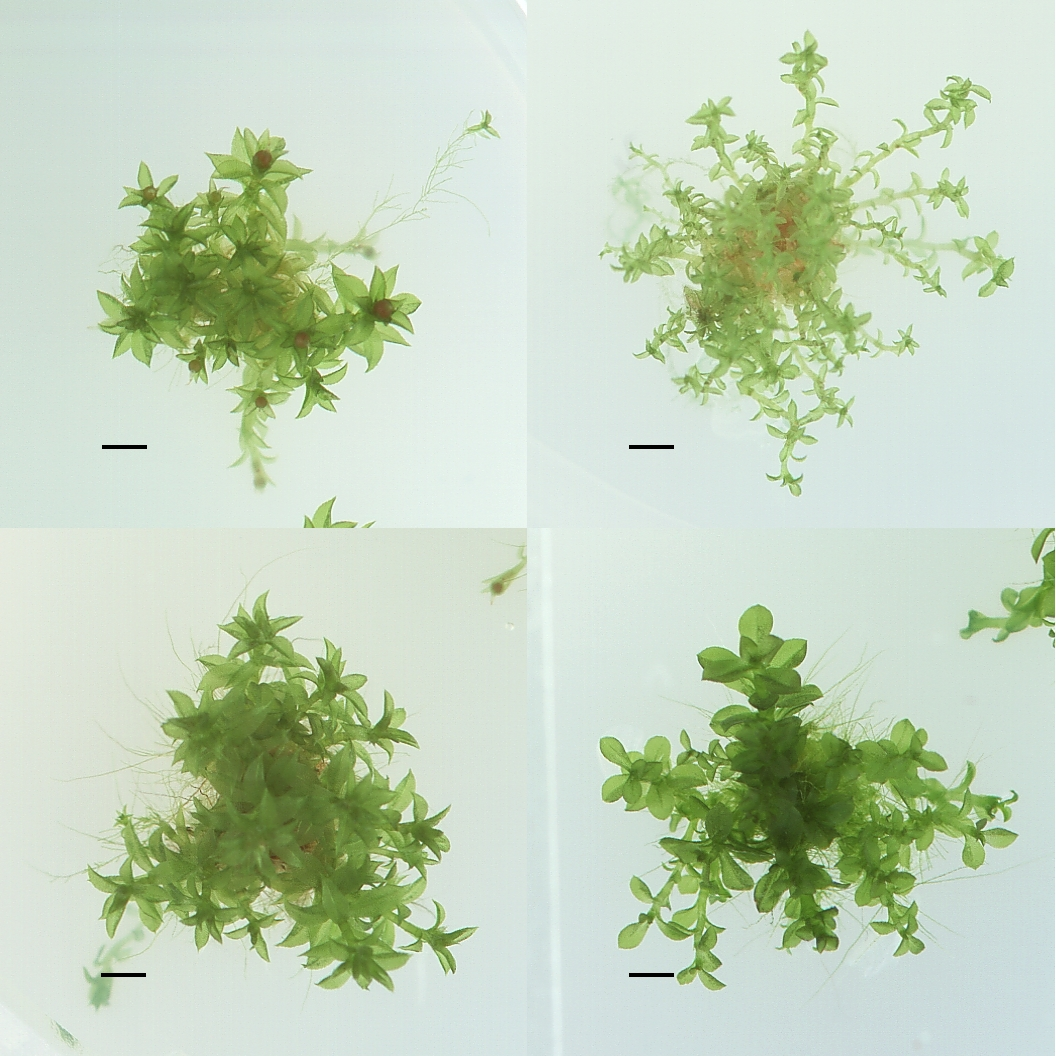
생태형

생태형이 환경이질성에서 비롯된 표현형적 차이를 보이지만(예: 형태학적으로나 생리학적으로) 유전지리학적으로 밀접히 관련된 다른 생태형과 생식력의 소실 없이 이종교배를 할 수 있다.

## 같이 보기
- 적응
- 생물 분류
- 후성유전학
- 진화
- 다형성 (생물학)
- 고리종
- 종분화
- 테루아르